# تئولو
تئولو (به ایتالیایی: Teolo) یک کومونه در ایتالیا است که در استان پادووا واقع شده‌است. تئولو ۳۱٫۱ کیلومتر مربع مساحت و ۸٬۷۷۹ نفر جمعیت دارد و ۱۶ متر بالاتر از سطح دریا واقع شده‌است.